# Bringing It Back
«Bringing It Back» es una canción de rock que fue compuesta por el músico y cantautor estadounidense J.J. Cale. Fue publicada originalmente en el álbum de estudio Naturally en 1971 por Mercury Records.
Esta canción fue lanzada como lado B del sencillo «After Midnight» que fue publicado por la discográfica Shelter Records seis años después. También se encuentra en el disco de la banda sonora de la película La femme de mon pote (del francés: La mujer de mi mejor amigo), de 1983.

## Apariciones en otros álbumes
Además de los discos Naturally y la banda sonora de La femme de mon pote, «Bringing It Back» se localiza en el compilado llamado The Best of J.J. Cale de 1989, así como en varios recopilatorios del cantautor.

### Álbumes de estudio
- Naturally — 1971

### Álbumes recopilatorios
- The Best of J.J. Cale — 1989
- Grasshopper / Naturally / Troubadour — 1999
- Naturally / Really — 2000

### Álbumes de banda sonora
- La femme de mon pote: (extraits de la bande originale du film) — 1983

## Versión de Kansas
La banda de rock progresivo Kansas hizo una versión de este tema y viene incluido en su álbum debut homónimo, que fue publicado en 1974. Esta canción fue lanzada como el segundo sencillo de este disco en el mismo año. El lado B fue la melodía «Lonely Wind». Tanto el LP como el sencillo fueron lanzados por Kirshner Records.

## Lista de canciones

### Lado A
| Side one |                    |              |                  |          |  |
| N.º      | Título             | Escritor(es) | Voz principal    | Duración |  |
| 1.       | «Bringing It Back» | J.J. Cale    | Robby Steinhardt | 3:33     |  |

### Lado B
| Side one |               |              |               |          |  |
| N.º      | Título        | Escritor(es) | Voz principal | Duración |  |
| 2.       | «Lonely Wind» | Steve Walsh  | Steve Walsh   | 4:16     |  |